# Рынеш, Матей
Матей Рынеш (чеш. Matěj Ryneš; род. 30 мая 2001, Горни-Плана) — чешский футболист, полузащитник клуба «Спарта» и сборной Чехии.

## Клубная карьера
Рынеш — воспитанник клубов «Хорни Плана», «Динамо» (Ческе-Будеёвице) и «Спарты». 11 мая 2022 года в матче против «Словацко» он дебютировал в Гамбринус лиге в составе последних. Летом того же года Рынеш на правах аренды перешёл в «Градец-Кралове». 13 августа в матче против «Виктории Пльзень» он дебютировал за новую команду. 13 ноября в поединке против «Словацко» Матей забил свой первый гол за «Градец-Кралове». По окончании аренды Рынеш вернулся в «Спарту». 27 августа 2023 года в поединке против «Карвины» Матей забил свой первый гол за клуб. В 2024 году игрок помог клубу выиграть чемпионат и завоевать Кубок Чехии.

## Карьера в сборной
7 сентября 2024 года в матче Лиги Наций против сборной Грузии Рынеш дебютировал за сборную Чехии.

## Достижения
Клубные
 «Спарта» (Прага)
- Победитель Гамбринус лиги: 2023/24
- Обладатель Кубка Чехии: 2023/24